# 渡り番頭・鏡善太郎の推理
『渡り番頭・鏡善太郎の推理』（わたりばんとう・かがみぜんたろうのすいり）は、2000年から2005年までテレビ朝日系「土曜ワイド劇場」で放送されたテレビドラマシリーズ。全3回。主演は鹿賀丈史。

## キャスト

### レギュラー
鏡善太郎
演 - 鹿賀丈史
様々なノウハウを持ち、全国の旅館を回る渡り番頭。元は東京地方裁判所で裁判長を務めたことのある判事であり、実家の老舗旅館「鏡屋」は妻が跡を継いだが、無理がたたり旅館の閉鎖と共に妻を亡くしてしまう。その罪滅ぼしのために渡り番頭に転職し、今に至る。
津田今日子
演 - 西尾まり（第2作・第3作）
コンパニオン。
中尾泰造
演 - 山田吾一（第1作・第2作）
善太郎の馴染みの焼き鳥屋。黒姫組の元幹部。
増田圭一
演 - 升毅（第1作・第2作）
奥伊豆警察署の刑事。
都築啓介
演 - 森本レオ
東京地方検察庁検事。判事時代の善太郎をよく知る人物で、彼に職に復帰してほしいと常々願っている。

### ゲスト
第1作「奥伊豆殺人渓谷 美人女将が夫を殺した!?」（2000年）
- 水原真澄（老舗旅館「仲田屋」女将・水原の妻） - 床嶋佳子
- 遠山恒雄（老舗旅館「仲田屋」板長） - ベンガル
- 藤川千代子 - 阿知波悟美
- 村上武司 - 増田由紀夫
- 諏訪加奈子 - 林美穂
- 永井亜紀 - 広瀬仁美
- 藤川保 - 十日市秀悦
- 水原喜一郎（老舗旅館「仲田屋」主人・1年前行方不明） - 真鍋敏宏
- 西沢哲郎 - 石丸謙二郎
- 山本鉄生 - 小松政夫
- 滝川英介 - 寺田農
- 深見亮介、田中要次、田村憲司、中野亮、築出静夫、藤沼剛、西田圭、古川慎、山本尚明、青木和代、西岡ちあき、鷹家昌子、三島せつ子、宮澤ゆうな、小室リリカ、川越眞理

第2作「能登和倉殺人海岸 美人三姉妹 女将の座と財産を巡る骨肉の闘い!」（2001年）
- 古沢実花（三姉妹の三女） - 渋谷琴乃
- 根上克彦（月代の現在の恋人） - 尾美としのり
- 古沢雪絵（三姉妹の長女） - 未來貴子
- 古沢月代（三姉妹の次女） - 山下容莉枝
- 南（刑事） - 神田利則
- 倉沢美智子（老舗旅館「多田屋」仲居） - 黒沢あすか
- 倉沢栄子 - 紅萬子
- 大樋焼の先生 - 大樋年雄
- 田中悦子 - 山本ふじこ
- 豊川春子 - 孫田奈々代
- 河内友子 - 中沢純子
- 古沢キヨ（老舗旅館「多田屋」女将） - 草村礼子
- 叶徳次 - 草薙幸二郎
- 深沢洋平（古美術商・雪絵の元恋人） - 上杉祥三
- 古沢精一郎（老舗旅館「多田屋」専務・雪絵の夫） - 松澤一之

第3作「神々の里・高千穂 燃える夜神楽殺人事件」（2005年）
- 本橋信吾（観光協会職員・桜井光夫の幼馴染） - 菊池健一郎
- 三好律子（旅館「神仙」仲居） - 広岡由里子
- 河合紘子（旅館「神仙」仲居・本橋の恋人） - 牛尾田恭代
- 谷津志摩子（酒屋店員・聖美の親友） - 秋月麻江
- 戸倉久（聖美の母の再婚相手） - 高崎隆二
- 田村洋介（聖美の昔の同棲相手・10年前転落死） - 山田アキラ
- 下川耕介（高千穂警察署 刑事） - 藤沼剛
- 谷津里香子（志摩子の娘） - 大後寿々花
- 秋山裕司（刑事） - 下元史朗
- 福島誠一郎（地元選出の国会議員） - 鶴田忍
- 黒木百合江（旅館「神仙」仲居頭） - 角替和枝
- 吉野正子（旅館「吉野」女将・高千穂の旅館組合の副理事長） - 山口果林
- 桜井聖美（旅館「神仙」女将・桜井光夫の妻・旧姓「本間」） - 洞口依子

## スタッフ
- 脚本 - 稲葉一広（第1作・第2作）、石原武龍（第3作）
- 監督 - 油谷誠至
- 撮影協力
  - 第1作 - 伊豆修善寺温泉 仲田屋、明治生命保険代理社、だるま山高原レストハウス、戸田漁業共同組合、大滝温泉 天城荘
  - 第3作 - 宮崎県、高千穂町、高千穂観光協会、高千穂鉄道、純和風旅館 神仙、国民宿舎 高千穂荘、ホテル神州、今國旅館
- プロデューサー - 松本基弘、小越浩造（総合ビジョン → 東北新社）
- 制作 - テレビ朝日、総合ビジョン（第1作・第2作）、東北新社（第3作）

## 放送日程
| 話数 | 放送日        | サブタイトル                                                | 脚本     | 監督     |
| ---- | ------------- | ----------------------------------------------------------- | -------- | -------- |
| 1    | 2000年2月12日 | 奥伊豆殺人渓谷 美人女将が夫を殺した!?                       | 稲葉一広 | 油谷誠至 |
| 2    | 2001年6月02日 | 能登和倉殺人海岸 美人三姉妹 女将の座と財産を巡る骨肉の闘い! | 稲葉一広 | 油谷誠至 |
| 3    | 2005年5月07日 | 神々の里・高千穂 燃える夜神楽殺人事件                       | 石原武龍 | 油谷誠至 |